# Gerhard Müller (Politiker, 1920)
Gerhard Müller (* 3. Juli 1920 in Theuern) ist ein ehemaliger deutscher Politiker und Funktionär der DDR-Blockpartei National-Demokratische Partei Deutschlands (NDPD). 
Gerhard Müller stammt aus Thüringen und wurde nach der Schule zunächst Forstarbeiter und später Meister des Spielzeugherstellerhandwerkes. Er übernahm den Vorsitz der PGH „Spielzeug“ in Rauenstein bei Sonneberg. Er trat der nach dem Zweiten Weltkrieg in der Sowjetischen Besatzungszone neugegründeten NDPD bei. Bei den Wahlen zur Volkskammer war Müller Kandidat der Nationalen Front der DDR. Von 1967 bis 1971 war er Mitglied der NDPD-Fraktion in der Volkskammer der DDR.